# 高松市立協和中学校
高松市立協和中学校（たかまつしりつ きょうわちゅうがっこう）は、香川県高松市元山町にある市立中学校。

## 概要
高松市東部の郊外地域、春日川と長尾街道沿いに位置する中学校である。

## 学校データ
- 生徒数：643人（2020年度[1]）

学校施設（2010年5月1日時点）
- 普通教室：20教室
- 特別教室：20教室
- 校舎面積：6087m2
- 体育館面積：909m2

服装規定
- 制服：あり（通年必用）
- 防寒着：原則禁止[2]

## 歴史
1953年（昭和28年）4月1日、木田郡林村、川添村設置の組合によって林・川添組合立協和中学校として開校した。3年後の1956年（昭和31年）9月30日には2村が高松市へ合併し、高松市立協和中学校に改称された。その後1961年（昭和36年）4月1日には市立前田中学校を統合している。

### 年表
- 1953年（昭和28年）4月1日 - 林・川添組合立協和中学校として開校。
- 1956年（昭和31年）9月30日 - 高松市立協和中学校と改称。
- 1961年（昭和36年）4月1日 - 市立前田中学校を統合。
- 1968年（昭和43年）8月10日 - プール竣工。
- 2004年（平成16年）4月1日 - 高松市立小中学校全校で3学期制を廃して2学期制を導入。

### 全校生徒数の推移
協和中学校の生徒数は2003年度までは年々減少していたが、2004年度からは増加傾向にある。
- 1999年度：599人
- 2000年度：584人（-15人）
- 2001年度：538人（-46人）
- 2002年度：494人（-44人）
- 2003年度：467人（-27人）
- 2004年度：480人（+13人）
- 2005年度：472人（-8人）
- 2006年度：495人（+23人）
- 2007年度：475人（-20人）
- 2008年度：491人（+16人）
- 2009年度：492人（+1人）
- 2010年度：517人（+25人）
- 2011年度：532人（+15人）
- 2012年度：587人（+55人）
- 2013年度：590人（+3人）
- 2014年度：566人（-24人）
- 2015年度：544人（-22人）
- 2016年度：544人
- 2017年度：591人（+47人）
- 2018年度：617人（+26人）
- 2019年度：643人（+26人）
- 2020年度：643人

## 教育目標
自ら進んで道を切り拓き、自己実現をめざす生徒を育成する
- 共にのびることをめざし、相手の立場も考え、実践する生徒の育成
- 徳性を高め、社会の成員としての自覚を持ち、真摯に生きる生徒の育成
- 自らの可能性を信じ、より高い自己を求め、努力する生徒の育成

## 通学区域
通学区域は高松市川添地区の全域並びに前田地区及び林地区のほぼ全域。
- 高松市
  - 前田西町（古高松中学校区を除く）
  - 前田東町
  - 亀田町
  - 元山町
  - 東山崎町
  - 下田井町
  - 六条町
  - 林町
  - 上林町（龍雲中学校区を除く）

## 進学前小学校
- 高松市立前田小学校
- 高松市立川添小学校
- 高松市立林小学校

## 校区内の主な施設
- 高松自動車道高松東IC、高松中央IC
- 国道11号高松東バイパス（さぬき夢街道）
- 香川県道10号高松長尾大内線バイパス（さぬき東街道）
- 香川県道43号中徳三谷高松線バイパス
- 香川県道147号太田上町志度線バイパス（サンシャイン通り）
- ことでん長尾線元山駅 - 水田駅 - 西前田駅 - 高田駅
- 香川県立高松東高等学校
- フレスポ高松
  - 宮脇書店フレスポ高松店
  - ラ・ムー高松東店
  - マツモトキヨシフレスポ高松店
  - ダイソーフレスポ高松店
  - モスバーガーフレスポ高松店
  - カラオケ本舗まねきねこ高松東山崎店
  - スーパーオートバックス高松中央
- DCMダイキ水田店
- マルナカ水田店
- マルナカ林店
- 四季食彩館ムーミー林店
- 新鮮市場きむら林店
- マクドナルド高松11号バイパス店
- マクドナルド高松元山町店
- 香川インテリジェントパーク
  - 香川県立図書館・文書館
  - 香川産業頭脳化センタービル
  - 香川県新規産業創出支援センター ネクスト香川
  - 香川県科学技術研究センター FROM香川
  - 香川県産業交流センター サンメッセ香川
  - 高温高圧流体技術研究所 RISTかがわ（地域共同研究施設）
  - 産業技術総合研究所四国センター
  - 香川大学林町キャンパス（創造工学部）
  - 穴吹工務店 穴吹住環境デザイン研究所
  - ウッドホーム本社・ショールームパンサー
  - 四国計測工業高松支社・高松技術研究所
  - タダノ技術研究所
  - 日本アイ・ビー・エム高松事業所
  - NEC高松ソフトウェアセンター
  - ヒューテック本社
  - 四電エンジニアリング技術開発センター
  - パル技研本社

## 交通
- ことでん長尾線元山駅より徒歩5分